# Kafr Laha
Kafr Laha (tiếng Ả Rập: كفرلاها) là một thị trấn ở tỉnh Homs phía bắc Homs ở miền bắc Syria. Năm 2004, nó có dân số 20.041 theo Cục Thống kê Trung ương Syria. Cư dân của nó chủ yếu là người Hồi giáo Sunni. Đây là thị trấn lớn nhất ở vùng Houla. Các địa phương lân cận bao gồm Tallaf ở phía đông bắc, Tell Dahab ở phía bắc, Aqrab ở phía tây bắc, Qarmas và Maryamin ở phía tây, al-Taybah al-Gharbiyah ở phía tây nam và Taldou ở phía đông nam.

## Lịch sử
Kafr Laha đã được xác định là khu định cư Aramaean cổ đại của Byt'l còn được gọi là "Bê-tên".
Kafr Laha là nơi biểu tình chống lại chính quyền Assad trong cuộc nổi dậy Syria đang diễn ra bắt đầu vào năm 2011  Kể từ ngày 21 tháng 6 năm 2012, các lực lượng chính phủ đã được điều khiển từ trung tâm thị trấn và được chuyển xuống các vị trí ở ngoại vi thị trấn.